# Otago I d'Abkhàzia
Otago I d'Abkhàzia (mort l'any 1184) fou el primer duc d'Abkhàzia de la dinastia dels Xarvaixidze.
Era fill del príncep de Kvabuleti Xaixa Xarvaixidze, Otago Xarvaixidze era el besnet del rei David IV de Geòrgia per la seva àvia Tamar Bagration, esposa del Xirvanxah Minutxir III Axistan. A la mort del seu pare, el va succeir en el tron de Kvabuleti i, cap a 1180, el seu cosí germà el rei Jordi III de Geòrgia li va oferir com patrimoni l'Abkhàzia que pertanyia als reis georgians des de la unificació d'aquest regne l'any 1008. Otago I va regnar doncs sobre l'Abkhàzia en tant que eristavi (duc) fins al 1184, data de la seva mort. Aconseguí retre's independent i és el fundador de la dinastia dels Xarvaixidze.
Va tenir almenys un fill que el va succeir: Otago II d'Abkhàzia Xarvaixidze.